# UFO (banda)
UFO foi uma banda de rock formada em 1969, com Phil Mogg (vocal), Pete Way (baixo), Andy Parker (bateria) e Mick Bolton (guitarra). Junto com Black Sabbath, Led Zeppelin e Deep Purple é considerada uma das primeiras bandas de heavy metal e hard rock da história.
UFO veio a ser um grupo que fez a transição entre o heavy rock inicial e o New Wave of British Heavy Metal. O UFO foi ranqueado No. 84 na lista do canal VH1 dos  "100 Maiores Artistas de Hard Rock".

## História
Primeiramente nomeada Hocus Pocus, o grupo teve seu nome mudado para UFO logo depois. Com a formação Phil Mogg, Pete Way, Andy Parker  e Mick Bolton lançaram dois álbuns que levaram o nome de "UFO 1" e "Flying". Apesar desses álbuns não terem obtido um grande sucesso comercial, alguns fãs consideram essa a melhor fase da banda.
Em 1974, quando já faziam um relativo sucesso na Alemanha e no Japão, Bolton deixou a banda, dando lugar a Larry "Wallis" Wallace (futuro primeiro guitarrista do Motörhead), depois a Bernie Marsden, que viria a tocar com o Whitesnake e logo depois deu lugar, finalmente, a Michael Schenker, que é irmão do também guitarrista Rudolf Schenker, ambos são membros fundadores da banda alemã Scorpions.
Com Michael na banda, aconteceu algo bastante incomum, pois Phil foi o fundador e frontman da banda, mas era Michael quem chamava todas as atenções. Mesmo assim, a banda tocou e obteve contatos até que conseguiu um contrato com a Chrysalis, onde gravaram o álbum "Phenomenon", com os clássicos "Doctor, Doctor" (que chegaria a ser coverizada por Iron Maiden e Scorpions) e "Rock Bottom".
Em 1976 a banda acrescentou à sua formação o tecladista Danny Peyronel, que depois daria lugar a Paul Raymond.
Em 1978, Michael saiu da banda, voltando ao Scorpions onde gravou somente três faixas no álbum "Lovedrive" e depois formou o Michael Schenker Group. Paul Raymond foi acompanhar Michael em 1980 e para seu lugar no UFO foi chamado Neil Carter. Nessa época Pete Way criou o Fastway, que teve Fast Eddie Clarke (ex-Motörhead) na formação. Para o lugar de Pete foi chamado o ex-The Damned, Paul Gray.
Em 1983 foi anunciado o fim da banda, que ressurgiria dois anos mais tarde com Phil Mogg, Raymond, Gray e os novos integrantes Jim Simpson e Tommy M. Com essa formação gravaram o álbum "Misdemeanor", que não foi um sucesso de vendas. E mais uma vez o fim da banda é anunciado.
Em 1991, um novo ressurgimento, com apenas Mogg e Way da formação clássica, acompanhados pelo baterista Clive Edwards e pelo guitarrista Lawrence Archer. A banda lançou, então, o álbum "High Stakes And Dangerous Men", com algumas referências ao estilo dos álbuns "Phenomenon" e "Lights Out".
Em meados da década de 90, Michael voltou à banda, mas permaneceu por pouco tempo, voltando a seus projetos solo. A volta não passou de uma tentativa de levantar dinheiro. O grupo chegou a se apresentar novamente com Mogg, Way, Raymond, Wright e Jeff Kollman no lugar de Michael. Jeff havia tocado baixo no Michael Schenker Group. Em 95 Michael Schenker voltaria novamente, gravando o disco "Walk on Water" e dividindo seu tempo entre o UFO, Michael Schenker Group e outros trabalhos solo.
Em 1999 foi lançado um tributo ao UFO no Japão, com bandas como Scorpions, Bruce Dickinson, Megadeth, Metallica, DIO, Anthrax, Anvil, entre outras.
O último álbum da banda, "A Conspiracy of Stars", foi lançado em 23 de fevereiro de 2015.

## Galeria

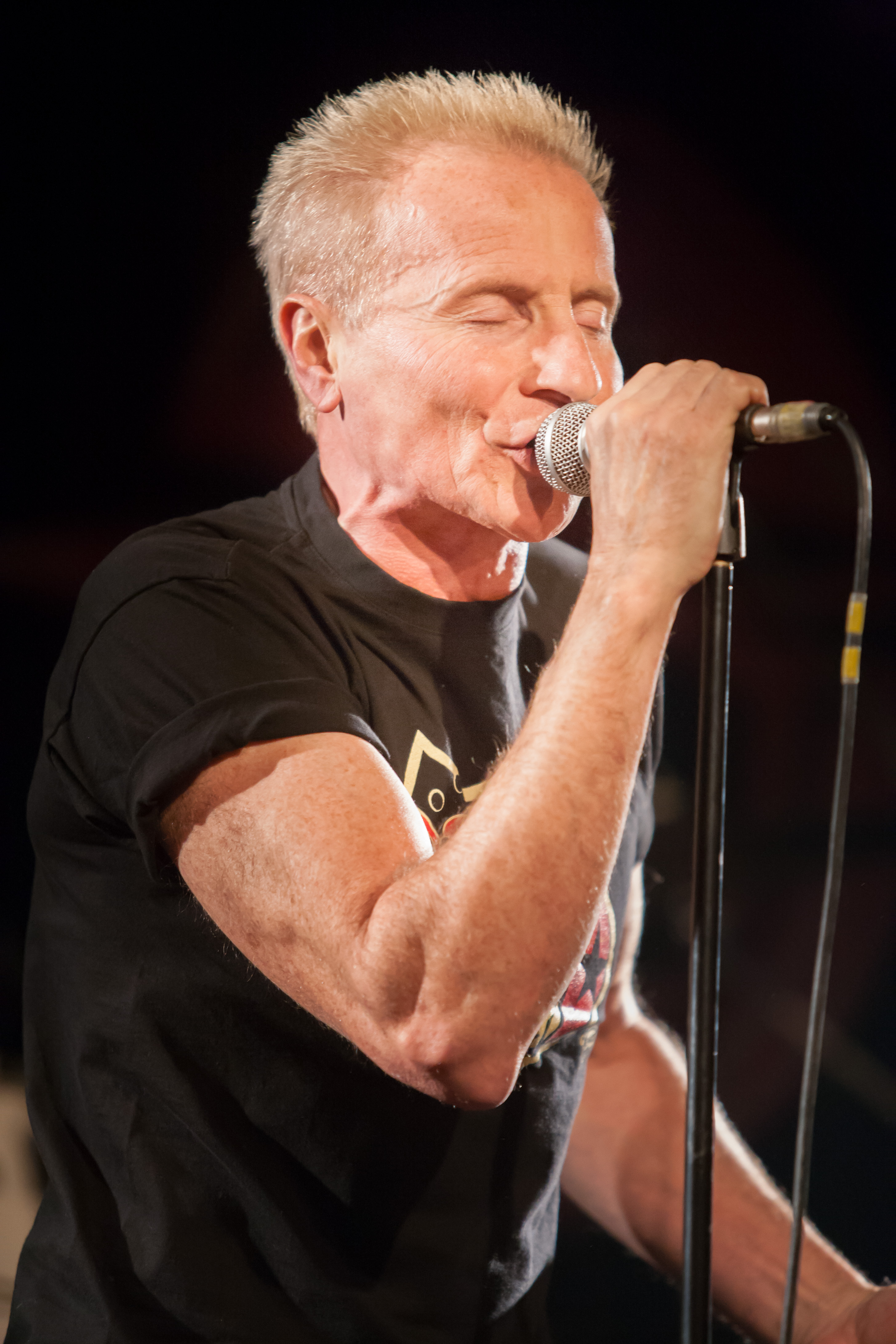
Phil Mogg
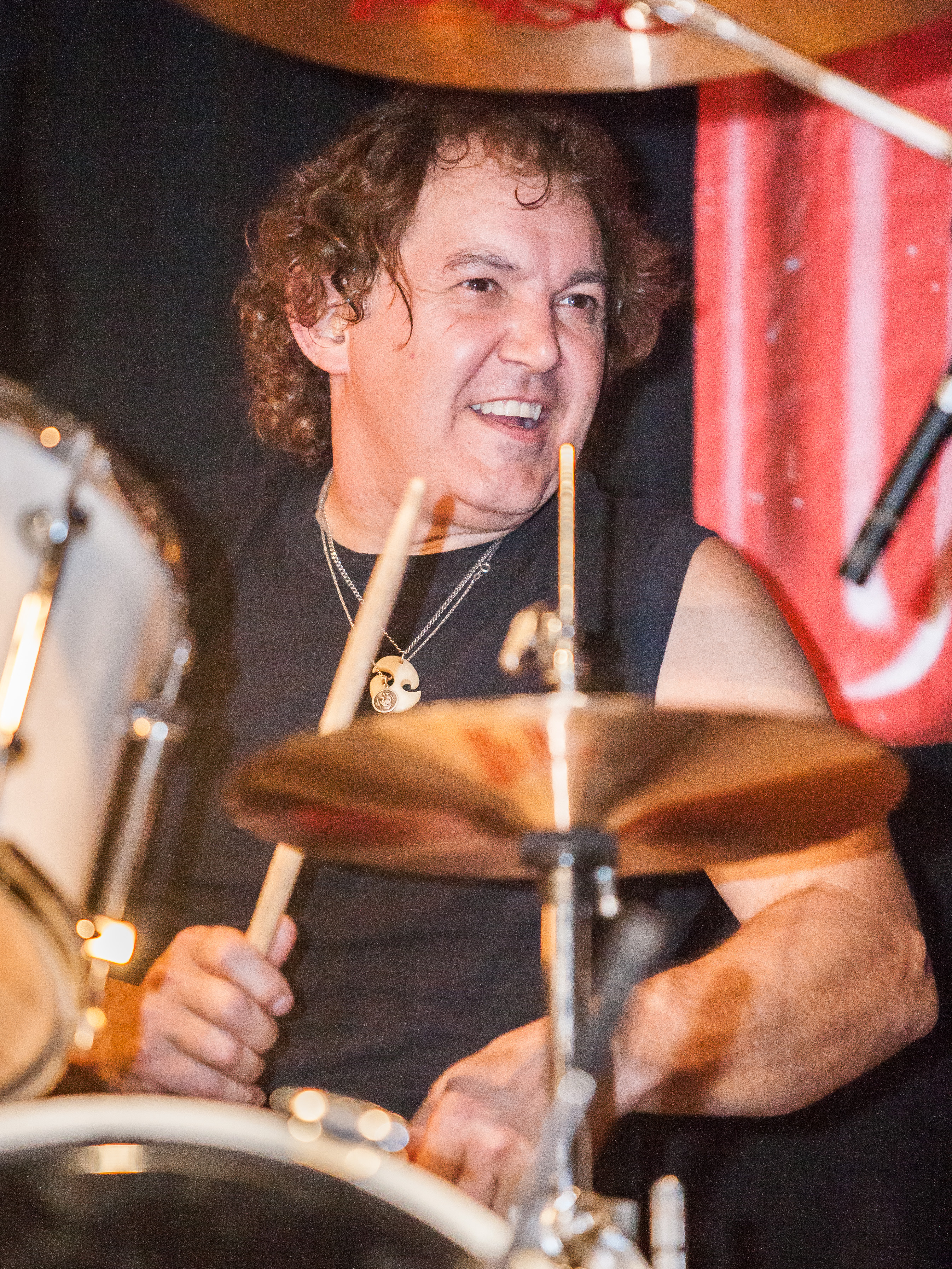
Andy Parker
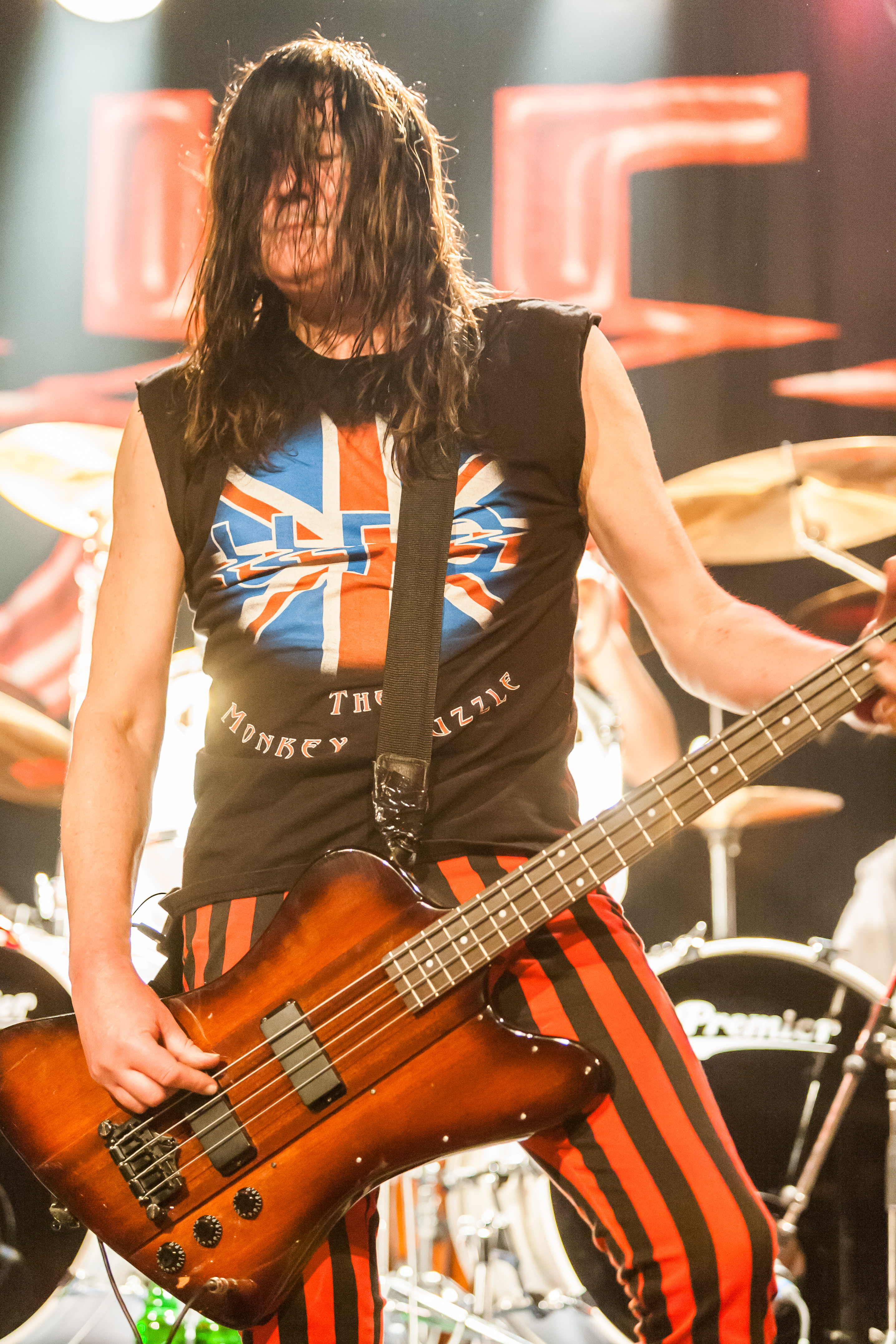
Pete Way
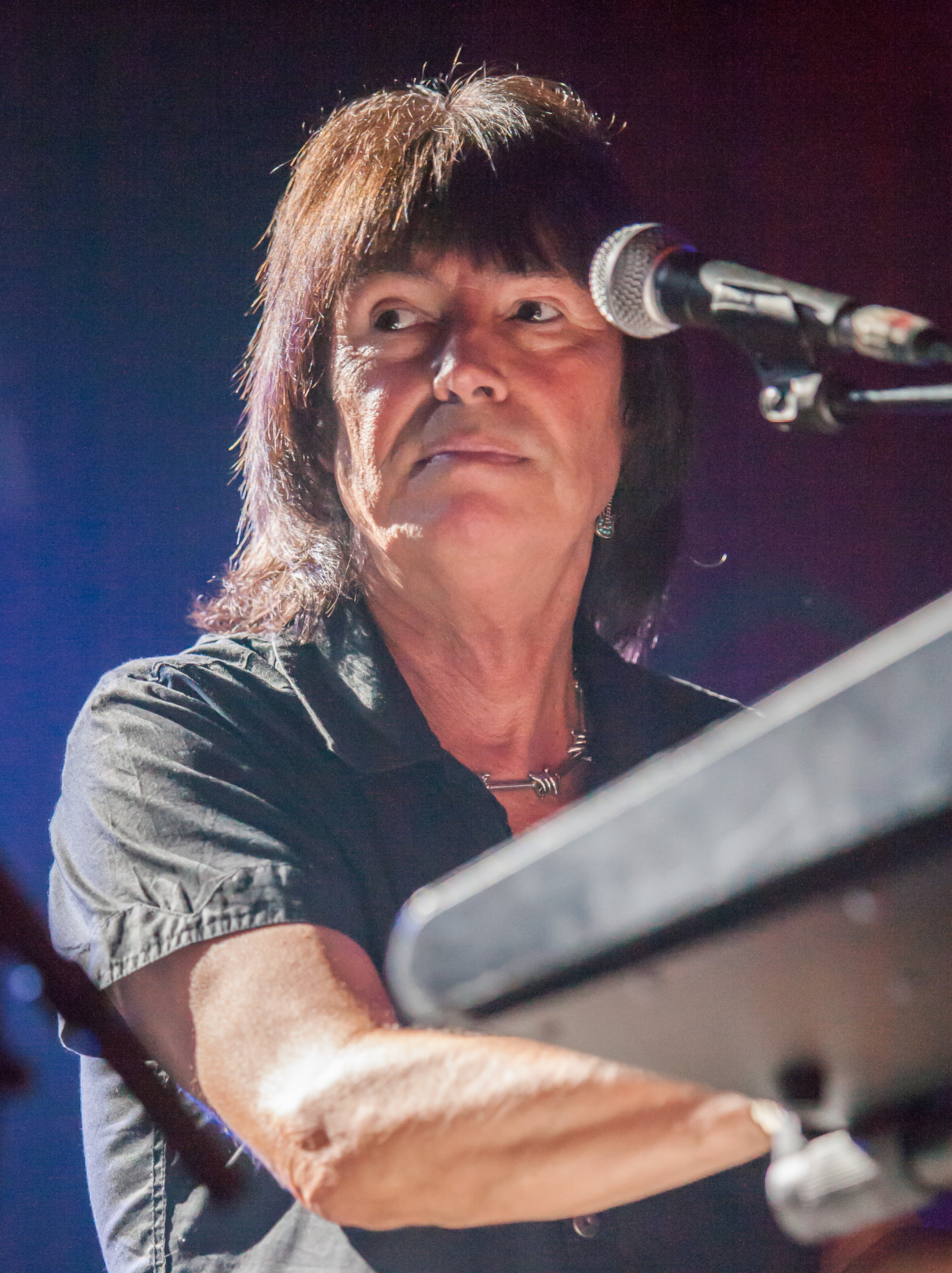
Paul Raymond
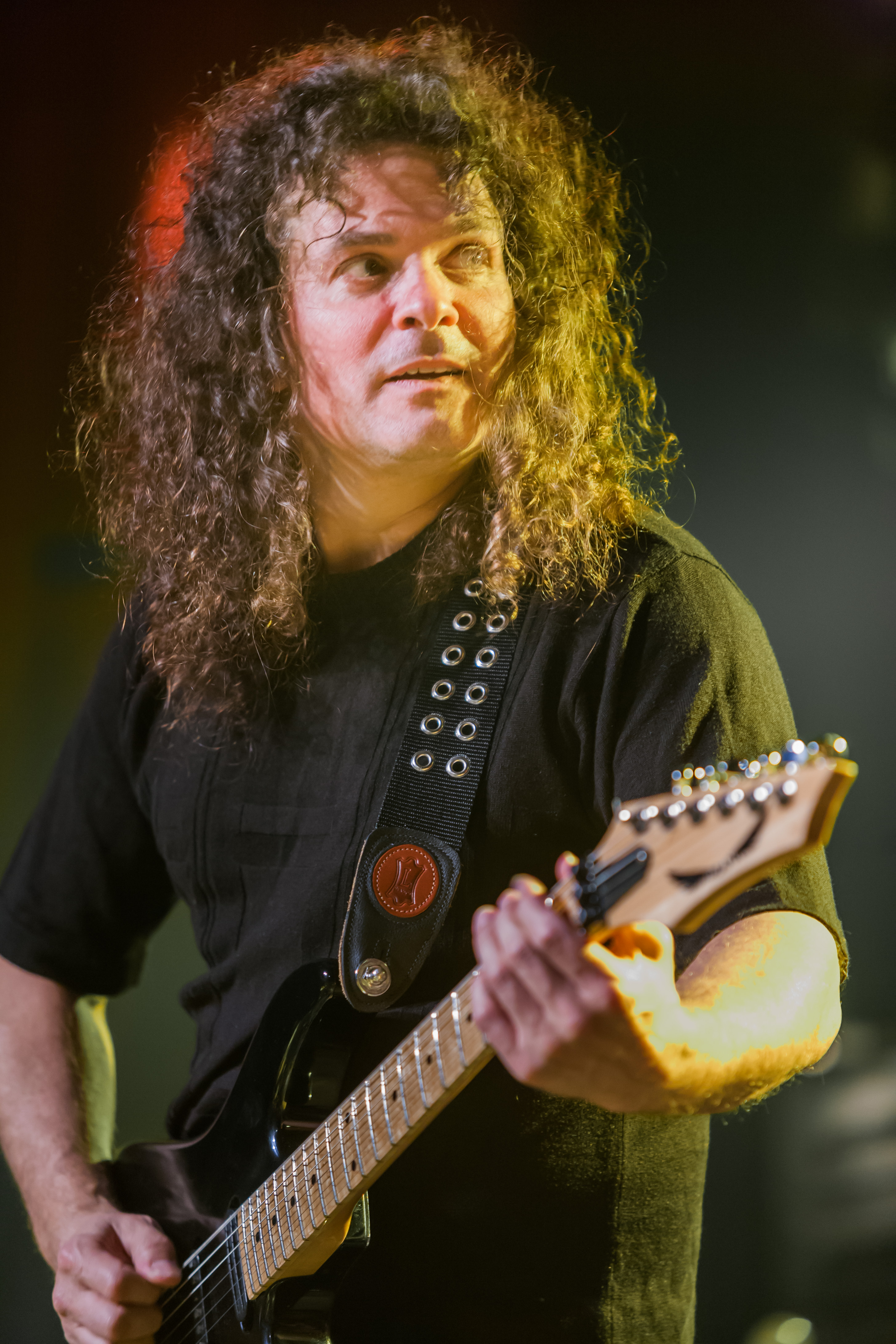
Vinnie Moore

## Influência
UFO influenciou várias bandas e artistas como Metallica, Judas Priest, Alice in Chains, Pearl Jam, Guns N' Roses, Yuji Adachi, The Smashing Pumpkins, Iron Maiden, entre outros.

## Integrantes

### Formação atual
- Phil Mogg - vocais (1969–83, 1984–89, 1992–presente)
- Andy Parker - bateria (1969–83, 1988–89, 1993–95, 2005–presente)
- Neil Carter - teclados, guitarra (1980–83, 2019-presente)
- Vinnie Moore - guitarra (2003–presente)
- Rob De Luca – baixo (2008–presente)

### Ex-membros
- Pete Way - baixo (1969–82, 1988–89, 1992–2004, 2005–08)
- Paul Raymond - teclados, guitarra (1976–80, 1984–86, 1993–99, 2003–†2019)
- Michael Schenker - guitarra (1973–78, 1993–95, 1997–98, 2000–03)
- Billy Sheehan - baixo (1982–83)
- Simon Wright - bateria (1995–96, 1997–99)
- Aynsley Dunbar - bateria (1997, 2000, 2001–04)
- Jason Bonham - bateria (2004–05)